# 34181 Patnaik
34181 Patnaik è un asteroide della fascia principale. Scoperto nel 2000, presenta un'orbita caratterizzata da un semiasse maggiore pari a 2,3489703 au e da un'eccentricità di 0,1556981, inclinata di 1,53750° rispetto all'eclittica.